# Jaime Gómez
Jaime David Gómez Munguía (Manzanillo, 29 dicembre 1929 – 3 maggio 2008) è stato un calciatore messicano, di ruolo portiere.